# Brucea trichotoma
Brucea trichotoma là một loài thực vật có hoa trong họ Thanh thất. Loài này được Curt Polycarp Joachim Sprengel mô tả khoa học đầu tiên năm 1824.